# Marlon King
Marlon Francis King (ur. 26 kwietnia 1980 roku w Londynie) – piłkarz występujący na pozycji napastnika. Od lipca 2011 roku piłkarz Birmingham City. Mimo że urodził się w Anglii, na szczeblu międzynarodowym występuje w reprezentacji Jamajki.

## Kariera
King jest wychowankiem szkółki piłkarskiej Dulwich Hamlet (obecnie południowa dywizja Isthmian League), zespołu z londyńskiego dystryktu Dulwich, w którym piłkarz dorastał i wychował się. W 1998 roku jako trampkarz dołączył do klubu Barnet. Dobre występy w tym zespole zaowocowały dwa lata później transferem do Gillingham, który awansował do First Division (obecnie The Championship) i poszukiwał wzmocnień. Pomimo że King docelowo miał być jedynie rezerwowym, uzupełnieniem składu, to kontuzje podstawowych zawodników sprawiły, że szybko stał się głównym napastnikiem zespołu. Po znakomitych trzech sezonach w Gillingham (w lidze zdobywał średnio 0,5 bramki na mecz), w listopadzie 2003 roku po piłkarza zgłosił się przeżywający kryzys Nottingham Forest.
Kupiony za 950.000 funtów, King miał zastąpić na City Ground odchodzącego do West Ham United Marlona Harewooda. W Nottingham zawodnik spędził dwa sezony. W pierwszym zdobył dla klubu 6 bramek, drugi - po bardzo udanej jesieni (9 bramek) – dokończył na wypożyczeniu w Leeds United. Wprawdzie jego Nottingham Forest spadł do League One, to sam King został w Championship - na początku sezonu 2005/06 wypożyczył go bowiem Watford. Na Vicarage Road szybko stał się ulubieńcem kibiców - 12 bramek w 21 spotkaniach sprawiło, że Watford, gdy tylko minął okres wypożyczenia, wykupił Kinga z Nottingham za 500.000 funtów. Do końca rozgrywek napastnik zdobył jeszcze kolejnych 10 bramek, stając się tym samym pierwszym zawodnikiem Szerszeni od czasów klubowej legendy - Luthera Blissetta, który zdobył dla Watfordu przynajmniej 20 bramek w jednym sezonie. Klub awansował do Premier League, a piłkarz dzięki swojej znakomitej grze zyskał wśród fanów przydomek - King of Vicarage Road.
W Premier League King pograł jednak niewiele. Choć pół sezonu spędził poza boiskiem, lecząc kontuzję, zdołał jednak zdobyć 4 bramki. Watford nie utrzymał się w lidze i ponownie znalazł się w Championship; mimo tego King postanowił przedłużyć kontrakt z tym klubem. Wielu twierdzi, że gdyby czołowy napastnik Watfordu był do dyspozycji przez cały sezon 2006/07, to mógłby utrzymać swój zespół w Premier League.
W 2008 roku dostał swoją drugą szanse pokazania się w Premier League i został zawodnikiem Wigan Athletic. Latem wypożyczono go do beniaminka Premiership, Hull City. Zagrał tam w 20 meczach, po czym został ponownie wypożyczony, tym razem do grającego w Premier League Middlesbrough.

## Problemy
- W 2002 sąd skazał go na osiemnaście miesięcy więzienia za kradzież samochodu marki BMW. Za piłkarzem wstawił się jednak jego ówczesny klub - Gillingham F.C. – i kara została skrócona do pięciu miesięcy.
- W styczniu 2007 roku został tymczasowo aresztowany przez policję, z powodu bójki w londyńskim nocnym klubie.
- Z powodów kłopotów z dyscypliną King został w 2006 roku zawieszony jako zawodnik reprezentacji.
- W październiku 2009 roku skazano go na 18 miesięcy więzienia z powodu napaści na kobietę w klubie nocnym. Wigan Athletic zaraz po tym zdarzeniu rozwiązał kontrakt z zawodnikiem[1].